# AZAL PFK
Olimpik Baku este un club de fotbal din Baku, Azerbaidjan.
Clubul a fost redenumit de trei ori în scurta sa istorie, devenind Olimpik Baku, Olimpik-Șuvalan Baku și AZAL. UEFA recunoaște în continuare clubul ca Olimpik-Șuvalan în competițiile europene.

Logo-ul anterior

## Lotul actual
La 27 January 2014.
| Nr. |                            | Poziție | Jucător                      |
| --- | -------------------------- | ------- | ---------------------------- |
| 1   | Azerbaidjan                | P       | Ruslan Majidov               |
| 2   | Spania                     | F       | Juanfran                     |
| 3   | Azerbaidjan                | F       | Aleksandr Shemonayev         |
| 4   | Brazilia                   | F       | Aílton Júnior                |
| 5   | Azerbaidjan                | M       | Murad Agayev                 |
| 7   | Azerbaidjan                | M       | Javid Tagiyev                |
| 8   | Azerbaidjan                | M       | Garib Ibrahimov              |
| 9   | Azerbaidjan                | M       | Orkhan Hasanov               |
| 10  | Statele Unite ale Americii | A       | Oluremi                      |
| 12  | Azerbaidjan                | P       | Jahangir Hasanzade (Captain) |
| 14  | Azerbaidjan                | M       | Habil Nurahmadov             |
| 15  | Letonia                    | F       | Oskars Kļava                 |
| 16  | Azerbaidjan                | P       | Elchin Sadygov               |

| Nr. |                       | Poziție | Jucător                       |
| --- | --------------------- | ------- | ----------------------------- |
| 17  | Nigeria               | M       | Victor Igbekoi (Vice-captain) |
| 18  | Sierra Leone          | M       | Samuel Barlay                 |
| 19  | Azerbaidjan           | M       | Orkhan Safiyaroglu            |
| 20  | Serbia                | F       | Branislav Arsenijević         |
| 21  | Azerbaidjan           | A       | Rey Mammadbayli               |
| 22  | Tadjikistan           | A       | Akhtam Khamroqulov            |
| 23  | Azerbaidjan           | F       | Tural Narimanov               |
| 27  | Azerbaidjan           | M       | Rashad Abdullayev             |
| 28  | Azerbaidjan           | M       | Emin Jafarguliyev             |
| 31  | Azerbaidjan           | M       | Shahriyar Rahimov             |
| 32  | Georgia               | F       | Lasha Kasradze                |
| 89  | Bosnia și Herțegovina | A       | Nedo Turkovic                 |
| --  | Azerbaidjan           | P       | Elmaddin Mammadov             |

## Jucători notabili
- Bosko Peraica
- Tomislav Višević
- Mikheil Khutsishvili
- Gani Anifomose